# John Perceval, 2. hrabě z Egmontu
John Perceval, 2. hrabě z Egmontu (John Perceval, 2nd Earl of Egmont, 2nd Viscount Perceval, 2nd Baron Lovell and Holland) (25. února 1711, Londýn – 4. prosince 1770, Londýn) byl britský a irský státník a dvořan, v politice patřil k toryům a v šedesátých letech 18. století byl generálním poštmistrem a prvním lordem admirality. Jeho synem byl britský premiér Spencer Perceval.

## Politická kariéra
Pocházel ze starobylého anglického rodu, který od 17. století vlastnil v Irsku 40 000 hektarů půdy, byl synem vlivného irského politika 1. hrabě z Egmontu a jeho manželky Catherine Parker (1690–1749). Ve dvaceti letech se začal uplatňovat jako autor politických pamfletů a v letech 1731–1748 byl poslancem irského parlamentu. Za prestižní volební obvod Westminster byl v roce 1741 zvolen do anglické Dolní sněmovny a jejím poslancem byl do roku 1762. V letech 1748-1751 byl komořím prince waleského a patřil k předním mluvčím opozice. Po otci zdědil v roce 1748 rodové tituly a stal se irským peerem. V roce 1755 byl jmenován členem Tajné rady a s podporou W. Pitta staršího se nakonec stal i členem vlády. V letech 1762–1763 byl generálním poštmistrem a v letech 1763–1766 prvním lordem admirality. V roce 1762 získal britský titul barona Lovella a stal se členem Sněmovny lordů. Na protest proti Pittově politice odstoupil z funkce v září 1766 a rezignoval na další veřejné aktivity.
Z doby jeho úřadování ve funkci prvního lorda admirality pochází pojmenování sopky Mount Egmont a Egmontova mysu na Novém Zélandu, což byly lokality objevené Jamesem Cookem. V roce 1764 se stal členem Královské společnosti.

## Rodina a majetek

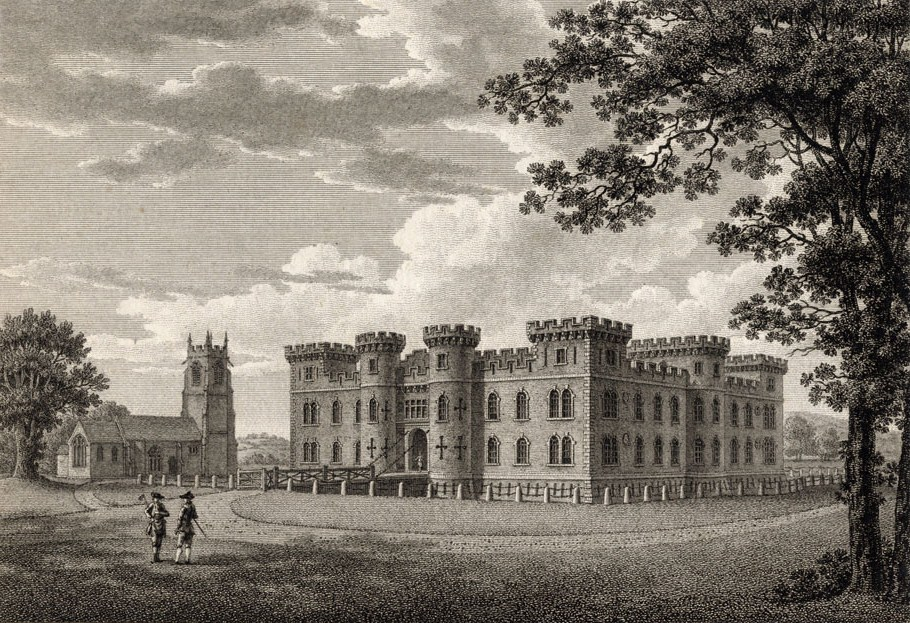
Zámek Enmore Castle v hrabství Somerset

Byl dvakrát ženatý, jeho první manželkou byla Catherine Cecil (1719–1752), dcera 5. hraběte ze Salisbury, jeho druhou manželkou byla Catherine Compton (1731–1784), dcera 8. hraběte z Northamptonu. Z obou manželství se narodilo celkem šestnáct dětí, z nichž šest zemřelo v dětství. Dědicem rodových titulů byl nejstarší syn z prvního manželství John Perceval, 3. hrabě z Egmontu (1738–1822), z druhého manželství pocházel syn Charles Perceval (1756–1840), který dlouhodobě zastával nižší vládní funkce a v roce 1802 se s titulem barona Ardena stal členem Sněmovny lordů. Nejvýznamnějším z potomstva 2. hraběte z Egmontu byl Spencer Perceval (1762-1812), který byl v letech 1809–1812 britským premiérem.
Vlastnil bohaté statky v Irsku, ale protože od mládí jako politik pobýval převážně v Anglii, koupil panství v hrabství Somerset a v letech 1751–1757 nechal postavit zámek Enmore Castle, který se stal jeho hlavním sídlem (jeho potomci prodali zámek v roce 1833 kvůli dluhům).